# إلمر إيمس
إلمر إيمس (بالإنجليزية: Elmer Imes)‏ (و. 1883 – 1941 م) هو فيزيائي، وأستاذ جامعي من الولايات المتحدة الأمريكية . ولد في ممفيس (تينيسي) .
توفي في نيويورك ، عن عمر يناهز 58 عاماً.

## التعليم
تعلم في جامعة ميشيغان، وجامعة فيسك ‏